# Херений Етруск
Квинт Херений Етруск Месий Деций (на латински: Quintus Herennius Etruscus Messius Decius) е по-големият син и съимператор на Деций Траян, цезар (250 – 251); през 251 г. се сдобива и с титлата август. Майка му е Херения Етрусцила (на латински: Annia Cupressenia Herennia Etruscilla), благородничка от влиятелна стара етруско-италийска сенаторска фамилия.
Херений Етруск е улучен от стрела и загива заедно с баща си в битката край Абритус (днешен Разград, България). По-късният император Хостилиан е негов по-млад брат.
- Галерия
- Детайл от саркофаг с изображение на Херений Етруск или брат му Хостилиан
- Сестерция на Херений Етруск
- Монета на Херений Етруск като цезар